# RIAS

RIAS-Logo

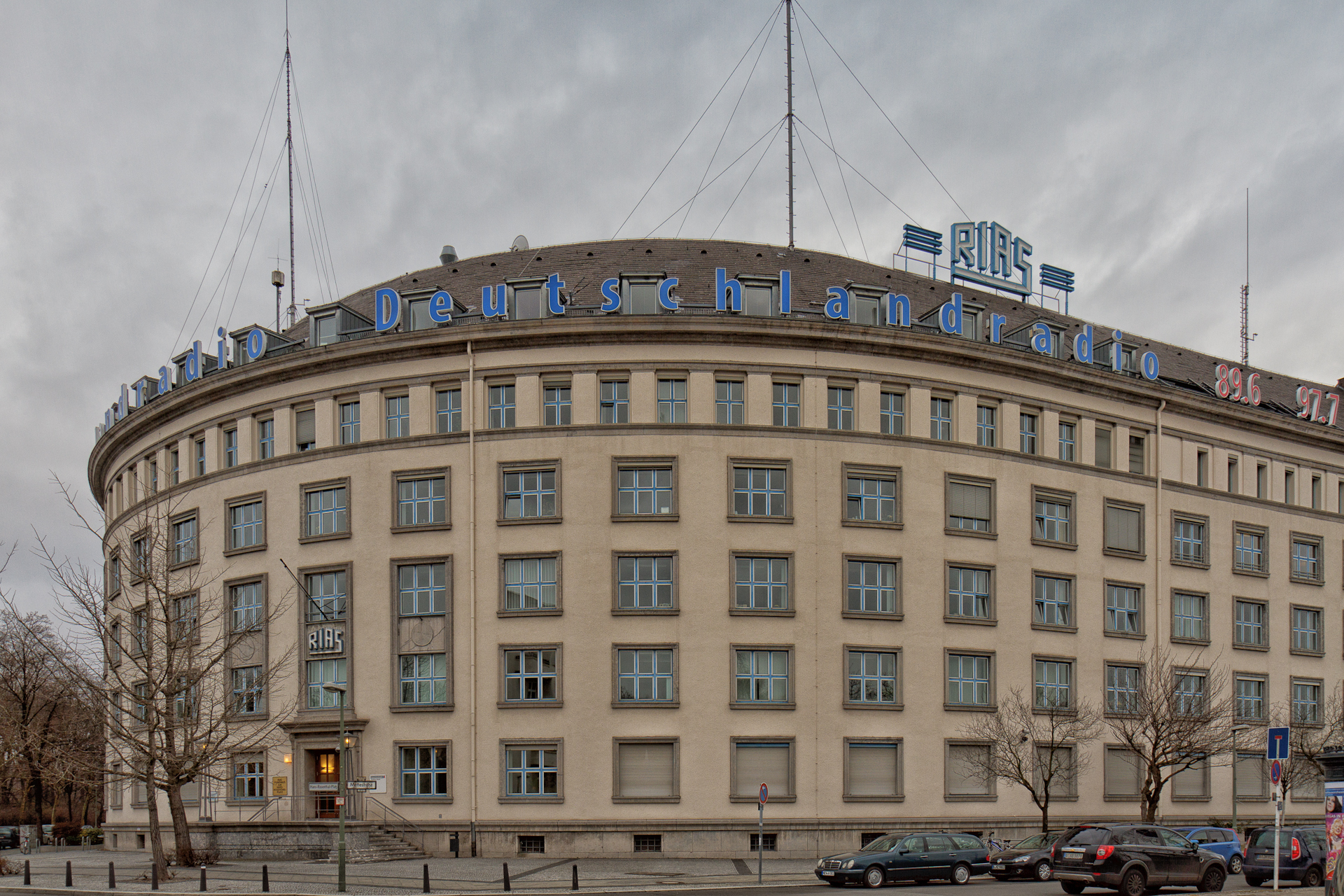
Das Funkhaus am Hans-Rosenthal-Platz in Berlin-Schöneberg

Der RIAS (Rundfunk im amerikanischen Sektor) war eine Rundfunkanstalt mit Sitz im West-Berliner Bezirk Schöneberg (Kufsteiner Straße), die nach dem Zweiten Weltkrieg von der US-amerikanischen Militärverwaltung gegründet wurde und bis Ende 1993 sendete. Von 1946 bis 1953 strahlte sie zunächst ein, von 1953 an ein zweites Hörfunkprogramm und von 1988 bis 1992 zudem ein Fernsehprogramm aus.

## Eigener Anspruch
Der RIAS bezeichnete sich selbst als „Eine freie Stimme der freien Welt“. Er sollte westliche, demokratische Werte in die DDR ausstrahlen, in ein Staatsgebilde, in dem ausschließlich die Meinung und Ideologie einer durch die Sowjetunion installierten, kommunistischen Partei über die Radiowellen verbreitet wurde. Ab 1950 hörten jeden Sonntag alle RIAS-Hörer: „Ich glaube an die Unantastbarkeit und an die Würde jedes einzelnen Menschen. Ich glaube, dass allen Menschen von Gott das gleiche Recht auf Freiheit gegeben wurde. Ich verspreche, jedem Angriff auf die Freiheit und der Tyrannei Widerstand zu leisten, wo auch immer sie auftreten mögen“, den Spruch, den man auch heute (Stand: 2025) noch im Deutschlandfunk Kultur sonntags vor den Mittagsnachrichten um 11:59 Uhr hört, wenn die Berliner Freiheitsglocke im Radio schlägt.

## Entstehungsgeschichte

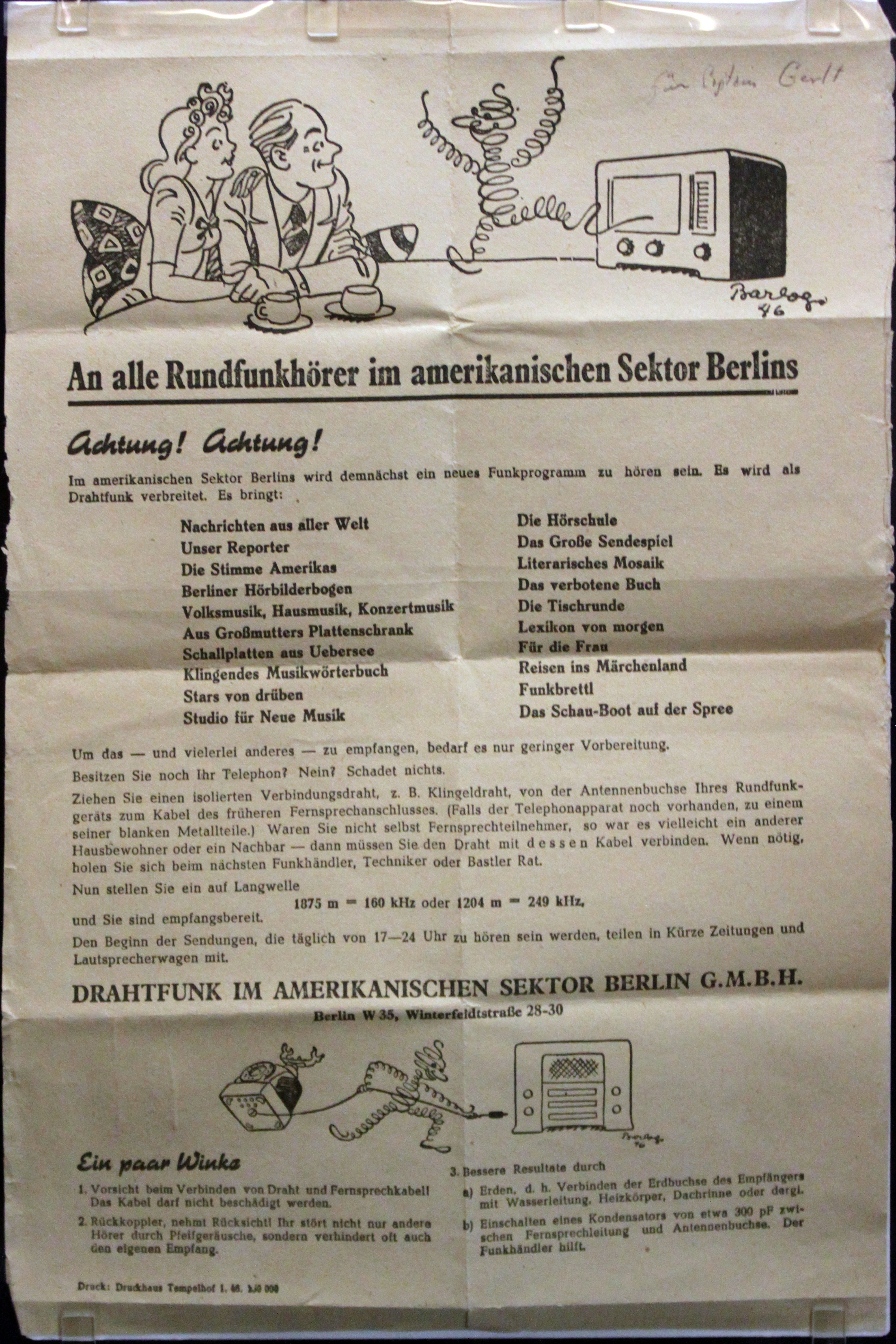
Werbeblatt für den neuen Drahtfunk „DIAS“ im Januar 1946

Anlass der Gründung eines Rundfunksenders durch die amerikanische Besatzungsmacht war, dass der bereits seit Mai 1945 von der sowjetischen Besatzungsmacht eingerichtete einzige Rundfunksender in Berlin, der Berliner Rundfunk im Haus des Rundfunks in der Masurenallee, von Angehörigen der KPD geleitet wurde und eine entsprechende Ausrichtung hatte. Als Anfang 1946 die Sowjetische Militäradministration in Deutschland (SMAD) in der Viersektorenstadt Berlin jede Änderung dieses Zustandes verweigerte, schritten die US-Behörden zur Installation eines eigenen Senders in ihrem Sektor. Gründungsintendant war Franz Wallner-Basté.
Anfangs wurden die Sendungen über Drahtfunk mittels Telefonkabel über den Drahtfunk im amerikanischen Sektor (DIAS) gesendet.
Das Sendestudio befand sich im Fernamt Berlin in der Winterfeldtstraße in Schöneberg. Der Sender unterstand der Aufsicht der Information Control Division der US-amerikanischen Militäradministration in Berlin.
Die Rundfunkmitarbeiter waren deutsche Journalisten, die eigenverantwortlich die Sendungen gestalten konnten. In den ersten Jahren mussten die Nachrichtentexte aber vorher von einem verantwortlichen US-Offizier genehmigt werden.
Seit 1947 konnte über Rundfunkanlagen auf Mittelwelle gesendet werden. Ab 1953 lag die Sende- und Programmaufsicht bei der US Information Agency (US Information Service), die dem US-Außenministerium unterstand. Die Mitarbeiter hatten US-amerikanische Arbeitsverträge und wurden von den USA bezahlt. Das Gebäude des RIAS befand sich nun in der Kufsteiner Straße 69 in Berlin-Schöneberg.
Der RIAS wollte ein Rundfunkprogramm nach westlichen Vorstellungen gestalten. Man war bemüht, anti-totalitäre, humane und demokratische Werte zu vermitteln. Das Programm bestand aus anspruchsvoller Berichterstattung, Programmen mit Bildungsinhalten, vor allem aber auch aus leichten Unterhaltungsformaten inklusive beliebter Unterhaltungsmusik auf hohem technischen Niveau. Die Mischung aus populärer Musik, manchmal auch Avantgarde-Musik und aktueller Information vermittelte eine subtile Propaganda in Richtung auf die Integration der Bundesrepublik in die NATO und in die westliche Staatengemeinschaft.

## RIAS für die SBZ/DDR
Ein großer Teil der Sendebemühungen des RIAS richtete sich nicht an die Hörerschaft in West-Berlin, sondern an die in der DDR. Mit seiner Relaisstation in Hof (Bayern) konnte der Sender ab November 1948 auch periphere Gebiete in der DDR erreichen. Schwerpunkt des RIAS war die kritische Berichterstattung über die Sowjetische Besatzungszone und später über die DDR. In Sendungen wie Aus der Zone für die Zone kamen Menschen zu Wort, denen die Flucht aus der DDR gelungen war. Auch kabarettistisch wurde der von der Bevölkerung als unzulänglich empfundene Alltag in der DDR aufs Korn genommen, so in der Kabarett-Sendereihe Pinsel und Schnorchel. Dies waren Versuche, um im Kalten Krieg per Rundfunk den totalitären Gegner zu schwächen.
Ausführlich berichtet wurde auch über Mängel und Probleme in Betrieben und anderen gesellschaftlichen Bereichen sowie über politische Hintergründe.
Viele Informationen wurden dem RIAS von unzufriedenen DDR-Bürgern selbst zugänglich gemacht. Für die sowjetischen und die SED-Verantwortlichen war der RIAS ein großes Ärgernis, da er deren Politik systematisch unterlief. Er wurde von der Bevölkerung viel gehört und war ein Gegenpol zu den offiziellen, streng zensierten eigenen Medien. In den Ost-Berliner Rundfunkzeitungen war das Programm bis 1949 sogar noch enthalten.
Einige ostdeutsche Informanten des RIAS mussten harte Strafen auf sich nehmen. Die Wismut-Arbeiter Axel Weidenberg und Georg Fieker wurden 1951 in Moskau zum Tode verurteilt, weil sie kritische Informationen über den sächsischen Uranbergbau unter sowjetischer Kontrolle an den Sender weitergegeben hatten. Bereits 1950 war wahrscheinlich ein junger Mann nach Ost-Berlin verschleppt worden, weil er den ostdeutschen Berliner Rundfunk in West-Berlin für den RIAS gehalten hatte und dort ähnliches berichtet hatte.
Bei der Entwicklung der Proteste zum Volksaufstand vom 17. Juni 1953 in der DDR berichtete der RIAS als erster westlicher Rundfunksender am 15. Juni über erste Arbeitsniederlegungen an der Stalinallee in Ost-Berlin und sendete am folgenden Tage ausführliche Reportagen und Berichte über die Streiks und Proteste mit Aufforderungen zur Beteiligung.

„Wenn der RIAS nicht vom Nachmittag des 16. Juni an stündlich von den Ereignissen im Ostteil Berlins berichtet hätte, wenn nicht vom bevorstehenden Generalstreik die Rede gewesen wäre und von einem Aufruf, den Arbeiter aller Industriezweige angeblich an die Ostberliner gerichtet haben sollten, sich am 17. Juni um 7 Uhr auf dem Strausberger Platz zu versammeln, wäre die Kunde nicht über die DDR hinausgeflogen. Ohne den RIAS, das war keine Frage, wäre es in Magdeburg und Leipzig, Halle und Görlitz still geblieben.“

Nach der Niederschlagung des Aufstands wandte die DDR-Führung deshalb diesem Sender eine besondere Aufmerksamkeit zu. Sie intensivierte ihre Agitation gegen diesen mit Parolen wie: „Du willst kein Ami-Söldner sein, drum schalte nicht den RIAS ein!“ Der RIAS weiche das sozialistische Bewusstsein mit Falschmeldungen (RIAS-Enten) auf und schaffe „Musikfallen“ für die unwissenden Hörer.
Im Herbst 1954 begann das Ministerium für Staatssicherheit unter Leitung von Erich Mielke den „Operativvorgang Enten“, in dem Informanten des RIAS in der DDR ermittelt werden sollten. Dabei wurden 49 Personen verhaftet. Dies führte zum RIAS-Prozess, einem großen Schauprozess im Juni 1955, in dem fünf Angeklagte beschuldigt wurden, brisante Informationen an den Sender weitergegeben zu haben. Der Angeklagte Joachim Wiebach wurde zum Tode verurteilt und hingerichtet, die anderen vier erhielten langjährige Zuchthausstrafen. Dieses Verfahren sollte der Abschreckung dienen.
Nach dem Mauerbau 1961 war die Informationsweitergabe an den Sender erschwert, da DDR-Bürger Informationen nicht mehr persönlich übermitteln konnten. Bis zum Ende der DDR 1989 blieb der RIAS eine verlässliche, unabhängige informationsquelle für DDR-Bürger: „Für viele Ostler gehörte der West-Sender zum Leben wie Broiler und Club-Cola.“

## Orchester und Chöre
Der RIAS war Träger verschiedener profilierter Orchester und Chöre
- RIAS Kammerchor
- RIAS Knabenchor, 1955 aufgelöst
- RIAS Kammerorchester, 1946 unter der Leitung von Karl Ristenpart gegründet, 1953 aufgelöst[17]
- RIAS-Symphonie-Orchester (RSO), 1956 umbenannt in Radio-Symphonie-Orchester Berlin und 1993  in Deutsches Symphonie-Orchester Berlin [DSO]
- RIAS Tanzorchester, unter seinem Leiter Werner Müller begleitete es zahlreiche öffentliche Veranstaltungen in Westdeutschland sowie im Fernsehen
- RIAS Big Band Berlin

## Programme

### RIAS 1

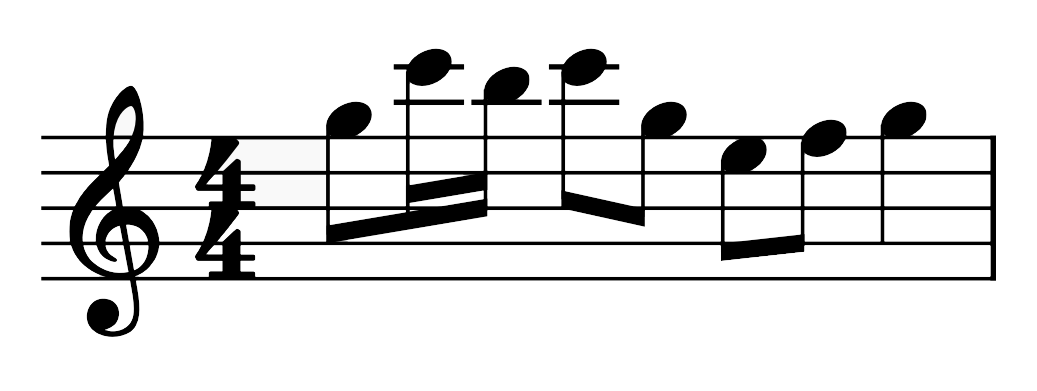
Jingle des Rundfunksenders RIAS in Berlin
mini

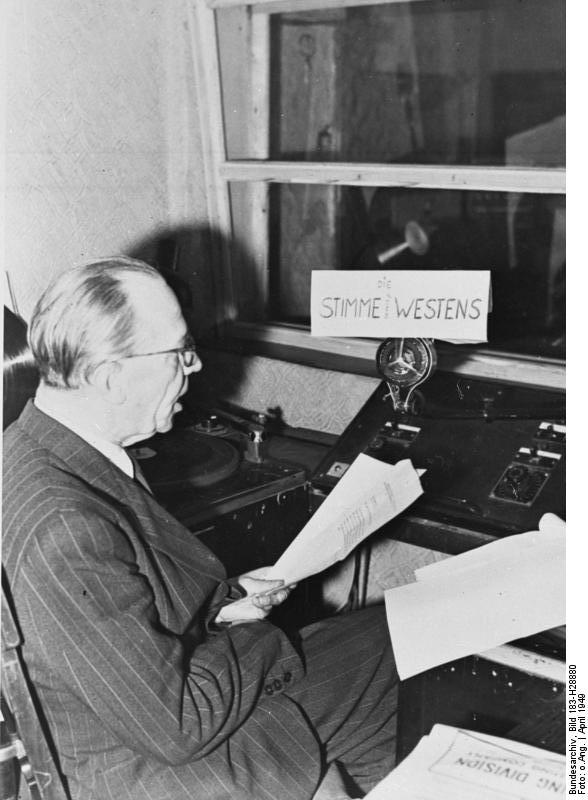
Sendeleiter Wilhelm Ehlers am 30. April 1949 im Wiesbadener Studio beim Zusammenstellen des ersten Programms der Sendung Stimme des Westens, das über RIAS-Berlin gesendet wurde

Von Beginn an war der RIAS mit seiner Programmgestaltung innovativ und wirkte als Vorbild für die westdeutsche Rundfunkszene. Mit seinen auf die verschiedenen Bevölkerungsgruppen zugeschnittenen Magazinsendungen und der ausführlichen politischen Berichterstattung bot er umfassende Information an.
- Zeitfunksendungen
Der RIAS hatte als erster deutsche Rundfunksender aktuelle Zeitfunksendungen im Programm und führte als erster mehrstündige Zeitfunkmagazine ein. Während der Anteil der politischen Programme der öffentlich-rechtlichen Sender in den 1950er Jahren lediglich bei 15 % lag, hatte er beim RIAS einen Umfang von etwa 34 %.
- Freiheitsglocke
Die Programme begannen stündlich immer mit den Worten „Hier ist RIAS Berlin. Eine freie Stimme der freien Welt“. Dazu wurde jeden Sonntag um 12 Uhr das Läuten der Berliner Freiheitsglocke vom Schöneberger Rathaus übertragen, gefolgt vom Verlesen des „Freiheitsgelöbnisses“, seit dem 24. Oktober 1950.
- Wo uns der Schuh drückt
Speziell für die West-Berliner Hörer führte der erste Berliner Regierende Bürgermeister, Ernst Reuter, die Sendung Wo uns der Schuh drückt ein, die bis 1978 von seinen Nachfolgern fortgeführt wurde.
- Sendungen für die SBZ/DDR
Für die Hörer in der Sowjetischen Besatzungszone und später in der DDR gab es in den ersten Jahren spezielle Sendungen, wie Aus der Zone für die Zone, in denen viele brisante Informationen gesendet wurden.
- Stimme der Kritik
Brillanter Beobachter und Kritiker der Berliner Theaterszene war Friedrich Luft, dessen Stimme der Kritik erstmals am 9. Februar 1946 ausgestrahlt wurde und bis zu seinem Tode 1990 wöchentlicher Programmpunkt war.
- Schlager der Woche
Der RIAS ist auch als Erfinder der Hitparade im Rundfunk in Deutschland anzusehen. Bevor diese 1958 von Radio Luxemburg gestartet wurde, hatte der RIAS schon 1947 die wöchentlichen Schlager der Woche in seinem Programm.
- Die Insulaner
Zu den weiteren populären RIAS-Programmen gehörte die 149-mal ausgestrahlte Kabarettsendung Die Insulaner von Günter Neumann, die am 25. Dezember 1948 Premiere hatte.
- Pinsel und Schnorchel
Dieses Sendeformat persiflierte den DDR-Alltag der 1950er Jahre. Gesendet wurden fiktive Gespräche von angeblichen DDR-Funktionären, die beim Feierabendbier beisammen saßen. Schorchel war der eifrige und der Parteilinie treu ergebene Genosse, während Pinsel ein eher unsicherer Kantonist war, naiv und skeptisch, aber immerhin bemüht, den verschlungenen Pfaden der Parteitheorie zu folgen. Die beiden trafen sich jeden Samstagabend in der fiktiven Kneipe Zur Roten Mühle und die Hörerschaft des RIAS war sozusagen live zugeschaltet. Schnorchel begann stets die Unterhaltung mit dem grimmigen, hintergründigen oder geheimnisvollen Hinweis: „Und ich sage dir, Pinsel, da ist der Wurm drin!“ Sprecher waren Erich Kestin und Friedrich Steig.[18]
- Sendungen mit Hans Rosenthal
Am Unterhaltungsprogramm von RIAS 1 hatte Hans Rosenthal einen besonderen Anteil. Er führte die erfolgreichen Quizsendungen Wer fragt, gewinnt und Allein gegen alle (die später auch von anderen Sendern übernommen wurden) und das Funkkabarett Die Rückblende (Autoren u. a. Michael Alex, Curth Flatow, Eckart Hachfeld, Volker Ludwig, Horst Pillau und Rolf Ulrich) ein. Er erfand mit seinem Klingenden Sonntagsrätsel auch die Höreranalyse, mit der die Resonanz der Ausstrahlung von RIAS 2 über den Sender Hof ermittelt werden sollte.
- Hörspiele
Zu den beliebtesten Hörspielserien gehörten
  - Es geschah in Berlin von Werner Brink (1951–1972, 499 Folgen)
  - Pension Spreewitz – Kleine Geschichten im großen Berlin von Thierry (1957–1964, 150 Folgen)
  - Damals war’s – Geschichten aus dem alten Berlin (1964–1987 mit 40 Geschichten verschiedener bekannter Autoren in insgesamt 426 Folgen), mit dieser Reihe verdiente sich der spätere Fernseherfolgsautor Curth Flatow seine ersten Sporen.
  - Detektivhörspiele Professor van Dusen (1978–1999, 79 Folgen) von Michael Koser, mit  Friedrich W. Bauschulte und Klaus Herm.
- Kindersendungen
Von 1947 bis 1972 war Fritz Genschow Onkel Tobias vom RIAS in seiner gleichnamigen Kindersendung, die er zusammen mit Tante Erika (Erika Görner)[19] und den RIAS-Kindern sowie dem Gitarristen Gerhard Tucholski jeden Sonntag um 10 Uhr gestaltete.[20] 
Bei Kindern beliebt waren auch die Sendungen mit dem Kasperletheater mit Kasper und seiner Frau Gretel sowie deren Nachbarn Schnipp und dessen Frau Nachbarin Schnippin.[21]

### RIAS 2
Seit dem 1. November 1953 gab es ein zweites Hörfunkprogramm RIAS 2, das als Unterhaltungs- und Musikprogramm konzipiert war. 
- Musik kennt keine Grenzen
Nach dem Bau der Berliner Mauer 1961 überwand der RIAS die trennende Grenze über den Äther mit seiner sonntäglichen Grußsendung Musik kennt keine Grenzen.
- Popnächte
Als erster deutschsprachiger Sender begann RIAS 2 in den 1970er Jahren mit der Ausstrahlung von Marathon-Popnächten unter dem Titel Rock over RIAS.
- 24-Stunden-Jugend-Programm
Am 30. September 1985 wurde RIAS 2 zu einem 24-Stunden-Jugend-Programm umgestaltet (Jingle: RIAS 2 – Typisch Berlin).

„Allein in West-Berlin erreichte man mit RIAS 2 auf Anhieb 300.000 Hörer pro Durchschnittsstunde.“
Dieses wurde dann auch zum Vorbild für andere Jugendprogramme wie SFB 2.

### RIAS TV
Am 22. August 1988 startete das Fernsehprogramm RIAS-TV in Berlin. Hier führte er als erster das Sendeformat des Frühstücksfernsehens in Deutschland ein, das später auch von anderen Sendern übernommen wurde.

## Nach der Wiedervereinigung
Im Jahr 1990 wurde mit der deutschen Wiedervereinigung der Fortbestand des Senders ungewiss. Zunächst hatten die USA nach einem Bericht der U.S. Advisory Commission on Public Diplomacy 1989/1990 eine weitere Rundfunkpräsenz von RIAS erwogen, um in Mitteleuropa weiterhin eine „wichtige Informationsquelle über Demokratie und die Vereinigten Staaten für 16 Millionen Ostdeutsche“ zu gewährleisten.
Am 1. April 1992 wurde RIAS-TV von der Deutschen Welle übernommen, die fortan unter der Bezeichnung DW-TV ein Fernsehprogramm für das Ausland produzierte und ausstrahlte. Am 19. Mai 1992 wurde zwischen den Regierungen der Bundesrepublik Deutschland und den USA ein Abkommen über die Gründung der RIAS Berlin Kommission unterzeichnet, das am 26. Oktober 1992 in Kraft trat. Die Kommission hat sich zur Aufgabe gemacht, „die Tradition der deutsch-amerikanischen Kooperation im Rundfunk weiter fortzusetzen und als neue Tradition im transatlantischen Mediendialog Begegnungen und Verbindungen zwischen Rundfunkjournalisten auf beiden Seiten des Ozeans zu ermöglichen“.
Am 1. Juni 1992 wurde RIAS 2 privatisiert und in rs2 umbenannt. Heute sendet rs2 in Berlin auf derselben UKW-Frequenz 94,3 MHz, auf der zuvor RIAS 2 ausgestrahlt wurde, sowie über ein Netz weiterer UKW-Frequenzen in Brandenburg. Die Hofer RIAS-2-Frequenz 91,2 MHz wurde 1992 aufgelassen. Die einstige Berliner Mittelwellenfrequenz 855 kHz von RIAS 2 wurde für DRM-Übertragungen und Sondersendungen des Deutschlandradios genutzt.
RIAS 1 (UKW 89,6 MHz) wurde zunächst weitergeführt und ging zum 1. Januar 1994 zusammen mit Deutschlandsender Kultur und dem Deutschlandfunk im Deutschlandradio, einer Körperschaft des öffentlichen Rechts, auf.
Anfangs hatte diese Anstalt mit dem Deutschlandradio Berlin und dem Deutschlandfunk aus Köln zwei Programme; derzeit besteht Deutschlandradio aus den Programmen Deutschlandfunk Kultur (aus Berlin), Deutschlandfunk (aus Köln) und Deutschlandfunk Nova (aus Köln und Berlin); Letzteres wird ausschließlich digital ausgestrahlt.
Der Sendeschluss des RIAS war am 31. Dezember 1993 um 23:55 Uhr. Die letzten Worte sprach der Programmdirektor Siegfried Buschschlüter.
Die Klangkörper sind heute überwiegend in der Rundfunk-Orchester und -Chöre Berlin zusammengefasst.
Das ehemalige Funkhaus des RIAS liegt am nach dem populären Moderator benannten Hans-Rosenthal-Platz direkt an der Bezirksgrenze zwischen Schöneberg und Wilmersdorf am Rudolph-Wilde-Park beziehungsweise am Volkspark Wilmersdorf mit dem sogenannten RIAS-Spielplatz. Hier wird das Programm Deutschlandfunk Kultur produziert.
Der Betrieb des rund 65 Jahre zuvor vom RIAS aufgebauten Mittelwellensenderstandortes in Berlin-Britz wurde am 4. September 2013 endgültig eingestellt.

## Personen
Der RIAS stand in den ersten Jahren unter der Aufsicht des Information Control Services des U.S. Headquarters Berlin. Ab 1965 wurde er der United States Information Agency des US-Außenministeriums unterstellt. Er wurde zunächst von einem vierköpfigen Direktorium (Direktor, Vizedirektor, Produktionschef, Verwaltungschef) geleitet, dessen Posten von Amerikanern besetzt waren. Ab 1989 war nur noch der Direktor Amerikaner. Die Programmgestaltung lag ausschließlich in deutschen Händen. Zu den bekanntesten Chefredakteuren des RIAS zählt der spätere SPD-Politiker Egon Bahr, der diesen Posten von 1950 bis 1959 bekleidete.
Bekannte Moderatoren des RIAS waren Otto Reimer, Curth Flatow, Fred Ignor, John Hendrik, Lord Knud, Barry Graves, Nero Brandenburg, Désirée Persh, Harro Zimmer, Ian McConnachie, Henry Gross, Juan Liebig, Uwe Golz, Andreas Dorfmann, Oliver Dunk, Gregor Rottschalk, Peter Kohagen, Horst Wendt, Hans-Günter Goldbeck-Löwe, Christian Graf, Uwe Wohlmacher, Rik De Lisle, Dennis King, Konstantin Klein, Uwe Hessenmüller, Stefan Waggershausen und Hans Rosenthal.
Aushängeschilder im Bereich der politischen Berichterstattung waren Jürgen Graf, Hanns Werner Schwarze, Lutz Meunier, wichtige Korrespondenten waren Günter Graffenberger (Schweden), Jürgen Koar (USA), Ulrich W. Sahm (Israel), Gustav Chalupa (Ex-Jugoslawien).
Bekannte Regisseure waren der Leiter der Hörspielabteilung Hanns Korngiebel und Ivo Veit, der unter anderem die Hörspielserie Damals war’s – Geschichten aus dem alten Berlin inszenierte.
Nach dem Tod von Hanns Korngiebel (1969) setzte die RIAS-Hörspielabteilung unter der Leitung seines Nachfolgers und Chefdramaturgen Gerhard Niezoldi auf Innovation der Hörspielformen: auf das Neue Hörspiel, Collagen und experimentelle Formen, um dem betont konservativen RIAS-Hörspiel den Anschluss an das zeitgenössische Hörspiel zu ermöglichen, was durch Preise wie dem Prix Italia oder dem Hörspiel des Monats bestärkt wurde. Bekannte Regisseure dieser neuen Phase des RIAS-Hörspiels waren der Oberspielleiter Ulrich Gerhardt (der als Weltneuheit die Kunstkopf-Stereophonie ins Hörspiel einführte), Manfred Marchfelder, Jörg Jannings, Götz Naleppa (der als erster Hörspielleiter im späteren Deutschlandradio dort die neue Hörspielabteilung aufbaute), Hans-Ulrich Minke, Robert Matejka, Rainer Clute (der Regisseur der Kultserie Professor van Dusen) u. a. Ähnlich dem konkurrierenden Rundfunk der DDR setzte die Hörspielabteilung des RIAS auf ein eigenes Regie-Team und weniger auf Gastregisseure. Das und das Modell einer Gruppenarbeit bewirkte die eigene stilistische Handschrift dieser zweiten Phase des RIAS-Hörspiels 1969–1993.
| Direktoren und Intendanten | Direktoren und Intendanten                     | Direktoren und Intendanten | Direktoren und Intendanten |
| US-Direktoren:             | US-Direktoren:                                 | US-Direktoren:             | US-Direktoren:             |
| -------------------------- | ---------------------------------------------- | -------------------------- | -------------------------- |
| 1948–1949                  | William F. „Bill“ Heimlich                     |                            |                            |
| 1949–1953                  | Fred G. Taylor                                 |                            |                            |
| 1953–1957                  | Gordon A. Ewing                                |                            |                            |
| 1957–1959                  | Lawrence Dalcher                               |                            |                            |
| 1959–1961                  | Alexander A. Klieforth                         |                            |                            |
| 1961–1968                  | Robert H. Lochner                              |                            |                            |
| 1968–1980                  | Gerard Gert                                    |                            |                            |
| Deutsche Intendanten:      |                                                |                            |                            |
| 1945–1947                  | Franz Wallner-Basté                            |                            |                            |
| um 1948–1949               | Erfrid Heinecke (am 25. Januar 1949 entlassen) |                            |                            |
| 1969–1974                  | Roland Müllerburg                              |                            |                            |
| 1974–1984                  | Ludwig von Hammerstein-Equord                  |                            |                            |
| 1984–1987                  | Peter Schiwy                                   |                            |                            |
| 1987–1989                  | Bernhard F. Rohe                               |                            |                            |
| 1990–1993                  | Helmut Drück                                   |                            |                            |

## Technische Entwicklung
Am 7. Februar 1946 ging erstmals der „Drahtfunk im amerikanischen Sektor“ (DIAS) über Telefonleitungen im Amerikanischen Sektor auf Sendung. Die Sendestelle war in Schöneberg im Fernamt Winterfeldtstraße (das spätere Fernmeldeamt 1 Berlin) untergebracht. Gesendet wurde täglich von 17 bis 24 Uhr im Langwellenbereich auf den Frequenzen 210 und 245 kHz. Ab Juni 1946 wurde der Sendebetrieb auch auf den Britischen Sektor Berlins ausgeweitet.
Der erste terrestrische Mittelwellensender, ein fahrbares Aggregat der US-Armee, wurde am 5. September 1946 in Betrieb genommen und damit der Übergang vom Drahtfunk zum Rundfunk vollzogen. Der mobile Sender in Berlin-Britz, Standort auch des späteren RIAS-Großsenders, strahlte mit einer relativ geringen Leistung von 800 Watt auf der Frequenz 610 kHz. Er wurde im Juni 1947 durch einen 1935 gebauten 20-kW-Sender der ehemaligen Wehrmacht ersetzt. Am 6. Juli 1948 wurde das neue RIAS-Funkhaus in der Kufsteiner Straße 69 (heute: Hans-Rosenthal-Platz) eingeweiht. Nach Sendebeginn der Stimme Amerikas auf Kurzwelle am 6. Juli 1948 vom Sender Ismaning bei München aus und der Verbesserung der Antennenanlagen in Britz wurde mit der Inbetriebnahme des 20-kW-Mittelwellensenders Hof am 1. November 1948 im oberfränkischen Hof an der Saale deutlich gemacht, dass das Verbreitungsgebiet des RIAS auch auf das Gebiet der Sowjetischen Besatzungszone ausgedehnt werden sollte. Da der RIAS von Anfang an ein von der US-Politik geprägtes Meinungsbild vertrat, geriet er den Machthabern der im Oktober 1949 gegründeten DDR schnell zum Feindbild. So erklärte das Oberste Gericht der DDR am 27. Juni 1955 den RIAS zu einer „Spionage-, Sabotage- und Verbrecher-Organisation“. Schon vorher hatte die DDR begonnen, ihr gesamtes Territorium mit einem Netz von Störsendern zu überziehen. Das wiederum veranlasste den RIAS zu einer immensen technischen Aufrüstung.
Nachdem der Mittelwellensender Berlin-Britz bereits 1949 auf 100 kW verstärkt worden war und von dort ab 7. August 1951 ein zweiter Kurzwellensender aus sendete, ging im März 1952 in Britz der erste durch die Frequenzmodulation relativ störresistente UKW-Sender in Betrieb. Ab dem 15. Januar 1953 wurde von Britz auf der Mittelwelle 989 kHz mit 300 kW gesendet, damals die höchste Sendeleistung in Mitteleuropa. Um mit alternativen Sendezeiten von wechselnden Senderstandorten dem ostdeutschen Störbetrieb auszuweichen, wurde am 1. November 1953 das Programm RIAS 2 gestartet, gleichzeitig wurde eine neue Mittelwellen- und eine neue UKW-Frequenz in Berlin in Betrieb genommen. Im Laufe des Jahres 1954 kamen zwei weitere Mittelwellenfrequenzen hinzu und in Kooperation mit dem US-Auslandssender Stimme Amerikas konnte die leistungsstarke Frequenz 173 kHz auf Langwelle genutzt werden. Mitte der 1950er Jahre standen dem RIAS insgesamt vier Mittelwellenfrequenzen zur Verfügung, die abwechselnd im Tag-Nacht-Betrieb von den beiden Sendern in Berlin und Hof genutzt wurden. Hinzu kamen zwei UKW-Frequenzen (Berlin), eine Lang- und eine Kurzwellenfrequenz. Am effektivsten waren die UKW- und Kurzwellenfrequenzen, die kaum zu stören waren. Erst als mit der Einführung des Genfer Wellenplans von 1975 (1978 in Kraft getreten) die DDR-Störsender abgeschaltet wurden, konnte der RIAS zu einem konstanten Sendebetrieb übergehen.
| Frequenzübersicht  | Frequenzübersicht     | Frequenzübersicht                                 | Frequenzübersicht |
| Mittelwelle        | Mittelwelle           | Mittelwelle                                       | Mittelwelle       |
| ------------------ | --------------------- | ------------------------------------------------- | ----------------- |
|                    | 1958                  | 1978                                              |                   |
| Britz 1:           | 989 kHz 200/300 kW    | 990 kHz 300 kW                                    |                   |
| Britz 2a:          | 683 kHz 100 kW tags   | 855 kHz 100 kW                                    |                   |
| Britz 2b:          | 737 kHz 20 kW nachts  |                                                   |                   |
| Britz 2c:          | 854 kHz 100 kW nachts |                                                   |                   |
| Hof:               | 683 kHz 40 kW nachts  | 684 kHz 100 kW                                    |                   |
| Hof:               | 737 kHz 40 kW tags    |                                                   |                   |
| UKW                |                       |                                                   |                   |
| Britz 1            | 89,6 MHz 30 kW        | Hof 1 (Großer Waldstein) 89,3 MHz 20 kW (ab 1980) |                   |
| Britz 2            | 94,3 MHz 50 kW        | Hof 2 (Großer Waldstein) 91,2 MHz 20 kW (ab 1964) |                   |
| Kurzwelle bis 1993 |                       |                                                   |                   |
| Ismaning/Berlin    | 6.005 kHz 100 kW      |                                                   |                   |
| Langwelle bis 1964 |                       |                                                   |                   |
| Erching            | 173 kHz 1000 kW       |                                                   |                   |